# Hansruedi Führer
Hansruedi Führer, né le 24 décembre 1937 à Berne, est un joueur de football international suisse, qui évolue au poste de défenseur.

## Biographie

### Carrière en club
Avec le club des Young Boys, il remporte un championnat de Suisse. Il joue 5 matchs en Coupe d'Europe des clubs champions avec cette équipe, sans inscrire de but.

### Carrière en sélection
Avec l'équipe de Suisse, il joue 19 matchs, sans inscrire de but, entre 1965 et 1968. 
Il joue son premier match en équipe nationale le 26 mai 1965 contre l'Allemagne et son dernier le 17 avril 1968 contre cette même équipe.
Il figure dans le groupe des sélectionnés lors de la Coupe du monde de 1966. Lors du mondial organisé en Angleterre, il joue trois matchs : contre l'Allemagne, l'Espagne et enfin l'Argentine.

## Palmarès
Il est Champion de Suisse en 1960 avec les Young Boys. 